# 장풍득수
장풍득수(藏風得水)는 풍수지리에서 사용되는 개념 중 하나이다. 감출 장(藏)에 얻을 득(得)을 사용하여 바람은 감추고 물은 얻는다는 뜻이다. 겨울의 차가운 북서 계절풍을 막을 수 있고 농경에 필요한 용수 공급이 용이한 곳을 말하며 풍수지리에서 말하는 명당의 요건이다. 장풍득수가 되기 위해서는 배산임수(背山臨水)의 지형이 적합하다.

## 전해지는 이야기
서울을 만들기 위해서 음인 용(산맥)은 백두산에서부터 천리를 넘게 온갖 변화를 하면서 행룡(行龍)해왔고, 양인 물 역시 남한강 북한강이 천리 밖에서부터 흘러나와 양수리에서 합류하여 한강을 이루고 서울을 휘어 감아 주니 산수교합 즉 음양교합이 완벽하게 이루어졌다고 한다. 한양(옛 서울)도 전형적인 배산임수의 명당 입지이다. 일본, 대만, 싱가포르에서는 현공풍수라 하여 왕산왕향이라고 칭하고 있다.
명당으로 보는 이유로 서울의 내청룡(內靑龍)은 삼청터널 위로 혜화동, 동숭동, 이화동을 거쳐 이화여자대학교 병원이 있는 낙산까지 이어지는 능선인데 내백호(內白虎)는 북악산 우측으로 창의문(자하문), 인왕산, 무악재를 지나 금화터널 위로 이어지는 능선이며, 안산(案山)은 백호 능선이 이어져 북악산을 바라보고 서있는 남산이다.
경복궁 혈지를 중심으로 북쪽은 백악산(342m), 서쪽은 인왕산(338.2m), 남쪽은 남산(262m), 동쪽은 낙산(111m)이 둘러싸고 있어 내사산(內四山)을 이룬다. 또 외사산(外四山)은 북쪽에 서울의 진산인 북한산(810.5m), 동쪽에는 외청룡인 면목동의 용마산(348m), 서쪽에는 외백호인 행주의 덕양산(124.8m), 남쪽에는 서울의 조산인 관악산(629.1m)이 겹으로 둘러쌓여 큰 명당보국을 이루고 있다고 전해진다.
서울은 산세뿐만 아니라 물도 수태극(水太極)의 명당으로 이루어져 있다고 하는데 내당수인 청계천은 서북쪽인 북악산과 인왕산 사이에서 득수하여 서울을 감싸 안아주면서 동쪽으로 흘러 동쪽에서 서쪽으로 흐르는 대강수인 한강과 합류하여 서울 전체를 감아주어 태극의 형상을 하고 있다는 것이다.
수태극은 용의 생기를 가두어 밖으로 흩어지지 않도록 할뿐 아니라 여의도와 밤섬은 한강수의 유속을 조절하고 보국 안의 생기를 보호하는 섬으로 외수구(外水口) 역할을 하고 있다는 것이고 이처럼 서울은 풍수지리적으로 천하의 명당으로 한나라의 수도의 요건을 모두 갖추었을 뿐만 아니라 현대적 도시 요건으로도 큰산과 큰 강을 끼고 있어 세계 어디에 내놓아도 조금도 손색이 없는 곳으로 평가되고 있다.
또한 명당보국으로 회자되는 얘기중에「생거진천 사거용인」(生居鎭川 死居龍仁)이라는 말이 있는데 「살아서는 진천, 죽어서는 용인」이라는 뜻이다. 흔히 사람들은 이 말을 「살기에는 진천이 좋고, 죽어서 묻힐 장소로는 용인이 최고」라는 뜻으로 알고 있다. 그러나 잘못 알려진 얘기로 사거용인(死居龍仁), 사거용인(死去龍仁), 사후용인(死後龍仁) 등 얘기하는 사람마다 한자가 다르듯 용인의 자연환경이 수려하고 풍수적으로 명당의 조건을 갖추고 있다는 지역적인 해석일뿐 의미가 전혀 다르다.
진천에 사는 부인과 용인에 사는 부인이 나눠 있듯 판관의 명쾌한 결정에 따라 남자가 살아야하는 곳이 정해졌다는 얘기로 용인, 진천에 내려오는 설화이다. 그래서 「생거진천 사거용인」은 용인의 대표적인 설화로 세 유형으로 나뉜다. 첫 번째는 용인사람이 죽어 진천사람에게 접신하여 진천에 살다 죽은 유형, 두 번째는 용인 남편이 죽자 진천사람에게 재혼하여 진천에 살다 죽은 유형, 세 번째는 용인사람이 죽어 진천사람에게 접신하여 용인에 살다 죽은 유형이다. 더구나 개발로 「생거진천 사거용인」은 옛 말이 된지 오래이다. 용인, 그중에서 수지는 동으로는 경기 광주, 북으로는 서울 분당, 남서로는 수원, 도심의 지하철로 서울 강남과 직접 연결되고 있기 때문이다.
하지만 천재가 태어날 명당 터, 명당이 많다는 용인에 비결로 전해지는 문헌으로 『만산도』(萬山圖) 란 책이 있다. 풍수지리설에 따라 전국에서 명당이라고 할 만한 곳을 그림으로 그려서 보여 주고 명당이 되는 이유를 설명한 책인데 내용은 다음과 같다. ‘경기도 용인의 우측에 고총(古塚)의 땅이 있는데 묘 입수(卯入首)에 묘좌(卯坐)이다. 병수 신파(丙水 辛破)인데 내룡의 기세가 매우 좋고 청룡과 백호가 뻗어 내려 서로 만났으니 신동이 태어나고 명재상이 끊이지 않을 땅이다.’ 이처럼 용인은 법화산·부아산·백운산 등에 많은 명당터가 있어 고관대작들이 서로 다투어 조상의 묏자리를 잡아 ‘생거진천 사거용인’이란 말이 생겨났다고 전해진다.

## 건물과 장풍득수
풍수라는 말은 바람을 막고 물을 얻는다는 뜻인 장풍 득수(藏風 得水)를 줄인 말로, 생명을 불어 넣는 지기(地氣:땅 기운)을 살피는 것이다. 자연에서 태어난 사람은 바람과 물로 생명체를 이루고 있다. 바람과 물을 생활 속으로 끌어들여 그것을 지리적인 조건에 맞춰 해석하는데 산세(山勢), 지세(地勢), 수세(水勢) 즉 산의 모양과 기, 땅의 모양과 기, 물의 흐름과 기 등을 판단하여 이것을 인간의 길흉화복에 연결시켰다. 그것에 의해서 생활하는 인간의 본질을 나타내는 것이 풍수다.
장풍득수와 함께 명당보국의 입지로는 배산임수(背山臨水·뒤에는 산이 받쳐 있고 앞에는 물이 있는 형국)되고 전저후고(前低後高·앞은 낮고 뒤는 높은 지형)하여 전착후관(前窄後寬·출입문은 좁고 뒤뜰 안이 넉넉한 구조)이면 명당 집터로 말하지만 바람이라는 것은 기류(氣流)를 변동시켜 모든 만물에게 신선한 공기를 공급해 주는 역할을 하는데 겨울에 부는 매서운 바람은 땅을 얼게 하고 생물을 움츠리게 하지만 산이 여러 개가 겹겹이 감싸주어 있는 곳은 바람이 갇혀져서 매서운 바람이라도 오히려 온풍(溫風, 따뜻한 바람)으로 바뀌어 온화한 기운을 모아주는 길지(吉地) 역할을 하게 된다는 이치이다.
집터를 가리는 양택 풍수에서는 묘지를 고르는 음택 풍수와 방향에 대한 표기를 약간 달리한다. 북쪽은 감(坎·차남), 동북쪽은 간(艮·막내아들), 동쪽은 진(震·장남), 동남쪽은 손(巽·장녀), 남쪽은 이(離·차녀), 서남쪽은 곤(坤·어머니), 서쪽은 태(兌·막내딸), 서북쪽은 건(乾·아버지)으로 부르며, 각 좌향마다 가족들이 배속돼 있다. 흔히 동사택·서사택이라 부르는데 대문이 감·진·손·이 방향에 나 있으면 동사택이요, 건·곤·간·태 방향으로 있으면 서사택이라 이른다.
풍수지리학에서 동사택과 서사택은 앞의 8괘 방위에 따라 결정되는데 동사택은 동(震)·남(離)·북(坎)·동남(巽)방위이고 서사택은 서(兌)·남서(坤)·동북(艮)·서북(乾)방위가 이에 해당된다. 동사택은 양의 기운을 많이 받는다고 보고 서사택은 음의 기운을 많이 받는다고 보기도 하는데 하지만 주택에서 이기론적으로 동사택이든 서사택이든 구분하는 것 보다는 명당의 조건을 갖추었는가 하는 것이 더욱 중요하다. 방위에 따른 가족구성원이 머무르면 좋다고 보는 방위별 배치를 보면 노부는 서북(乾)이요. 노모는 남서(坤)이며 장남은 동(震)쪽이고 장녀는 동남(巽)방이 좋으며 중남은 북(坎)쪽방이 좋고 중녀는 남(離)쪽방이 소남은 동북(艮)쪽방에 소녀는 서(兌)쪽방이 좋다고 한다.
이것은 오로지 이기론에 따른 동사택 서사택 이론에 근거한 것이며 양택의 입지에서는 어떠한 이론을 적용하더라도 가장 중요한 것은 천지조화로 만들어진 자연의 이치가 무엇보다 우선하는 것이니 지나친 낭설에 현혹돼서는 안된다. 즉 사람이 거주하고 생활하는 공간, 직장이나 도시에서 생활하는 공간이 모두 양택인 것이며 양택의 조건은 자연이 만들어준 지형과 지세의 범주에서 벗어날 수 없으며 벗어나서도 안 될 것으로 보고 있다.

## 같이 보기
- 풍수
- 도선
- 서운관
- 배산임수
- 명당보국

## 참고 문헌
- 「풍수지리학원리」, 명당(明堂), 경암 신영대 저, 경덕출판사(2004년판)

- 이 문서에는 다음커뮤니케이션(현 카카오)에서 GFDL 또는 CC-SA 라이선스로 배포한 글로벌 세계대백과사전의 내용을 기초로 작성된 글이 포함되어 있습니다.